# Ischaemum
Ischaemum är ett släkte av gräs. Ischaemum ingår i familjen gräs.

## Bildgalleri

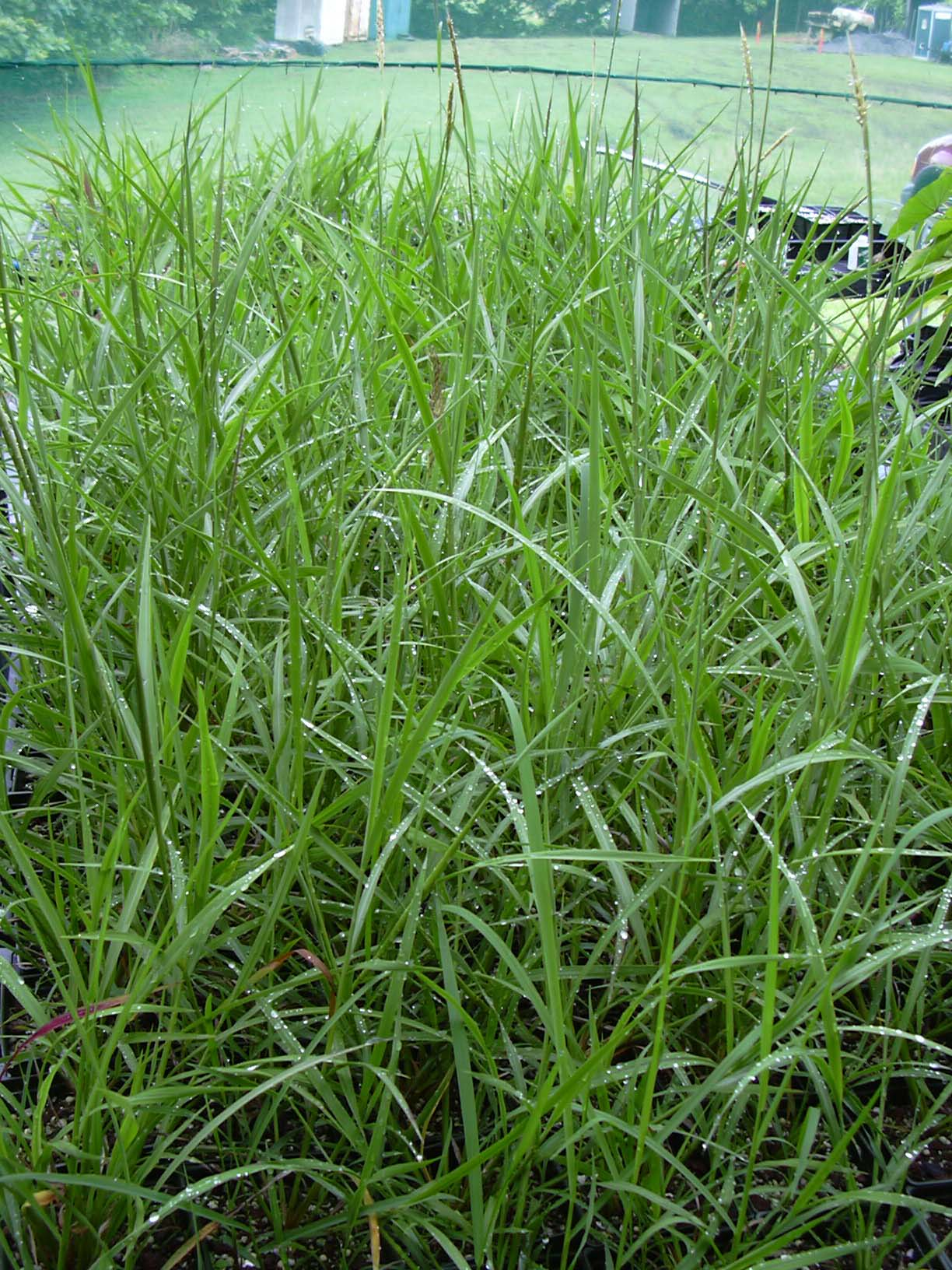
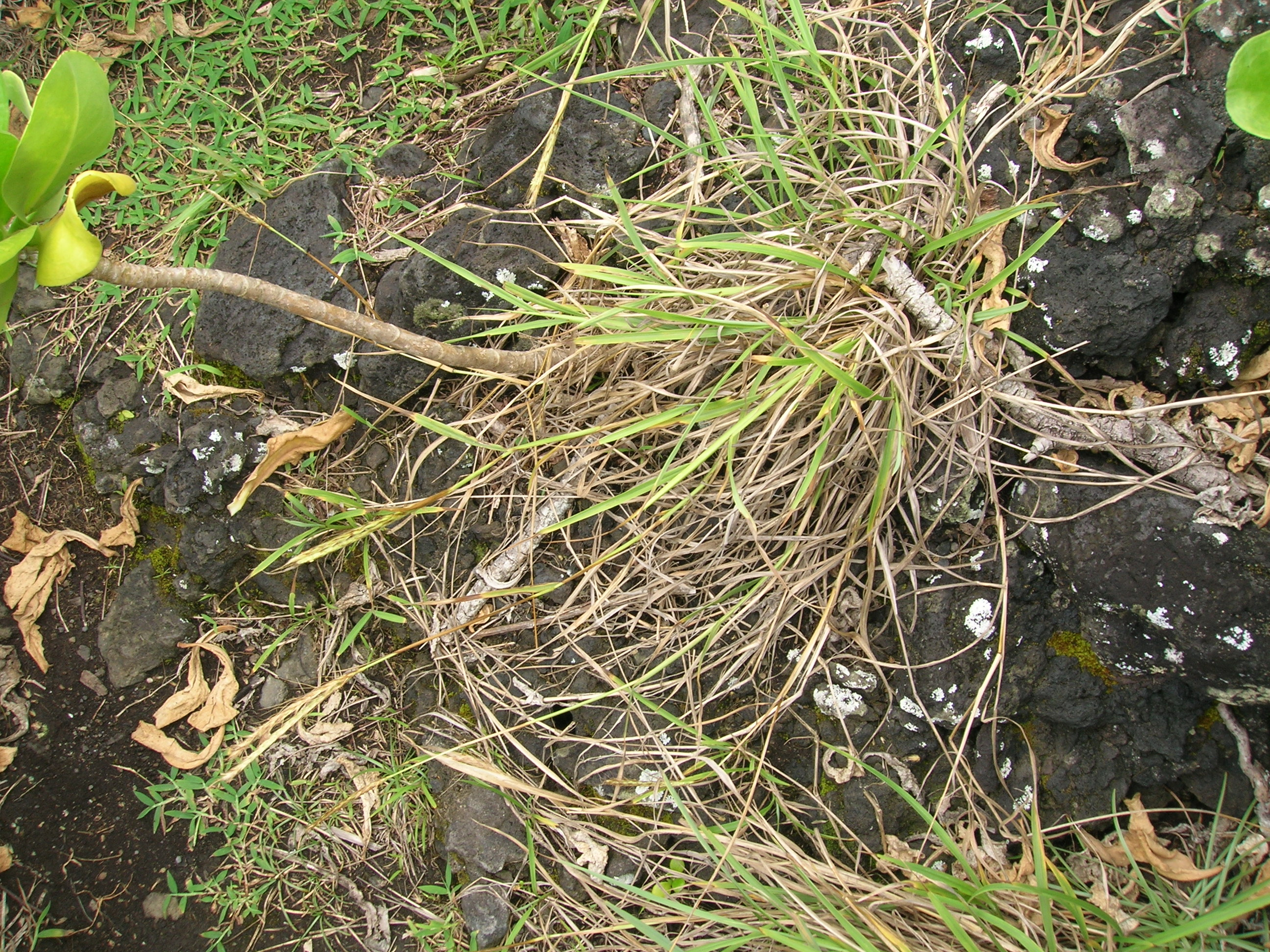
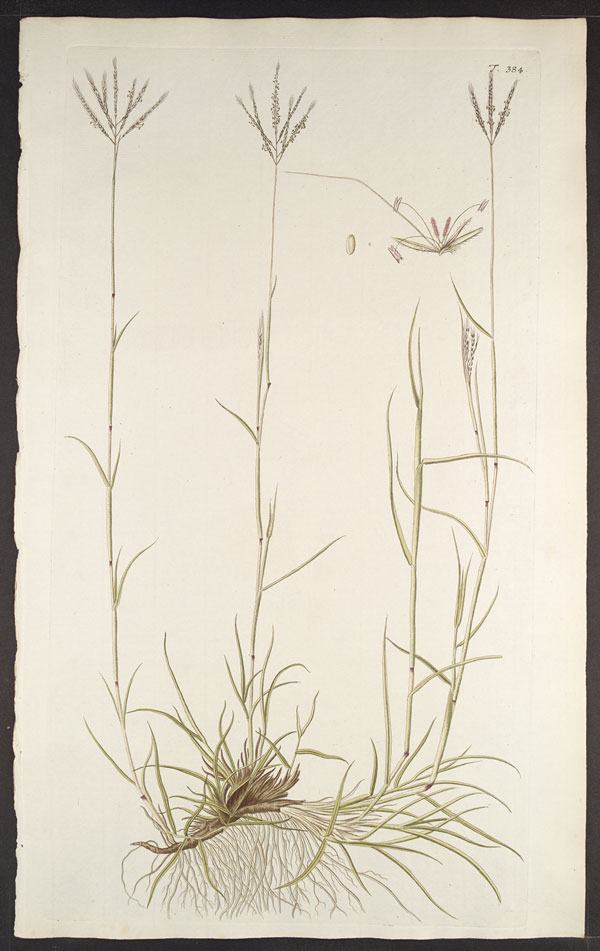
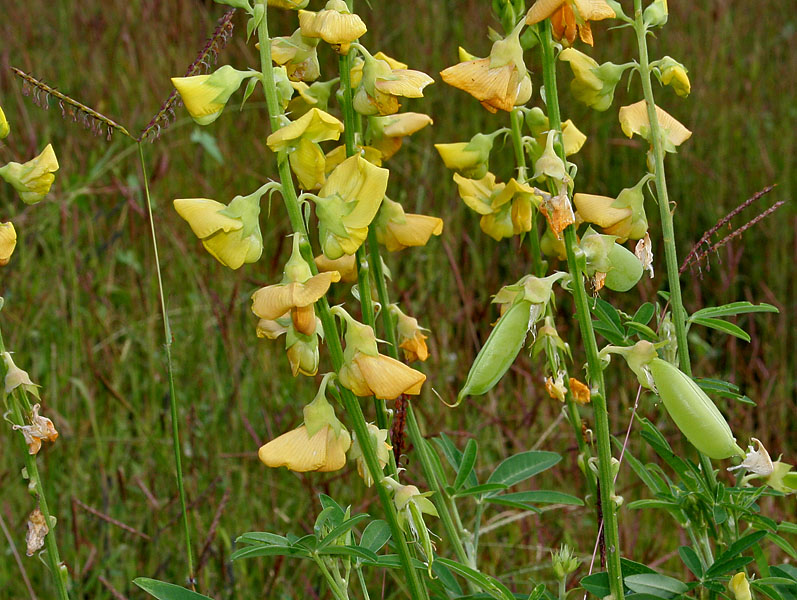

## Dottertaxa tillIschaemum, i alfabetisk ordning[1]
- Ischaemum afrum
- Ischaemum agastyamalayanum
- Ischaemum albovillosum
- Ischaemum amethystinum
- Ischaemum anthephoroides
- Ischaemum apricum
- Ischaemum arenosum
- Ischaemum aristatum
- Ischaemum aureum
- Ischaemum australe
- Ischaemum barbatum
- Ischaemum beccarii
- Ischaemum bolei
- Ischaemum bombaiense
- Ischaemum borii
- Ischaemum burmanicum
- Ischaemum byrone
- Ischaemum calicutense
- Ischaemum cannanorense
- Ischaemum celebicum
- Ischaemum ciliare
- Ischaemum commutatum
- Ischaemum copeanum
- Ischaemum dalzellii
- Ischaemum decumbens
- Ischaemum diplopogon
- Ischaemum eberhardtii
- Ischaemum elimalayanum
- Ischaemum fieldingianum
- Ischaemum flumineum
- Ischaemum fluviatile
- Ischaemum fragile
- Ischaemum glaucescens
- Ischaemum guianense
- Ischaemum hansenii
- Ischaemum heterotrichum
- Ischaemum hubbardii
- Ischaemum huegelii
- Ischaemum impressum
- Ischaemum jayachandranii
- Ischaemum kingii
- Ischaemum koenigii
- Ischaemum koleostachys
- Ischaemum kumarakodiense
- Ischaemum lanatum
- Ischaemum latifolium
- Ischaemum lisboae
- Ischaemum longisetum
- Ischaemum magnum
- Ischaemum malabaricum
- Ischaemum merrillii
- Ischaemum minus
- Ischaemum molle
- Ischaemum murinum
- Ischaemum muticum
- Ischaemum nairii
- Ischaemum nativitatis
- Ischaemum pappinisseriense
- Ischaemum philippinense
- Ischaemum polystachyum
- Ischaemum pubescens
- Ischaemum pushpangadanii
- Ischaemum quilonense
- Ischaemum raizadae
- Ischaemum rangacharianum
- Ischaemum raui
- Ischaemum ritchiei
- Ischaemum roseotomentosum
- Ischaemum rugosum
- Ischaemum santapaui
- Ischaemum semisagittatum
- Ischaemum setaceum
- Ischaemum tadulingamii
- Ischaemum tenuifolium
- Ischaemum thomsonianum
- Ischaemum timorense
- Ischaemum travancorense
- Ischaemum triticeum
- Ischaemum tropicum
- Ischaemum tumidum
- Ischaemum veldkampii
- Ischaemum vembanadense
- Ischaemum yadavii